# Agustina Atienza y Cobos
Agustina Atienza y Cobos (Ceuta, 26 de juny de 1860 - Madrid, 1 d'abril de 1915) va ser una pintora espanyola. Neta de la coneguda Agustina d'Aragó, sembla que va tenir una breu carrera artística a causa dels seus problemes de salut i per la pressió social després de casar-se.

## Biografia

### Orígens familiars
Agustina Atienza va néixer a la ciutat de Ceuta el 26 de juny de 1860. Va ser batejada a la parròquia de la Mare de Déu del Remei el 29 del mateix mes, essent padrí el seu germà Francisco de Paula. Era filla de Francisco Atienza Morillo, militar membre del cos d'artilleria, i de Carlota Cobos Saragossa, que es van conèixer a Sevilla i després, per qüestions de destinació militar, van establir-se a Ceuta. Per la banda materna, Atienza era neta del metge d'Almeria Juan Cobos de Mesperuza i d'Agustina Saragossa Domènech, més coneguda com Agustina d'Aragó, heroïna dels setges de Saragossa.

### Formació
Des de 1873 cursà estudis a l'Escola d'Institutrius de Madrid i classes de dibuix per a senyoretes al Conservatori d'Arts del Ministeri de Foment. Durant el seu període al conservatori, va haver d'aprendre de forma autodidacta, sense la direcció de cap professor, malgrat que tenia bons dots artístics, atès que el curs de 1875-1876 va obtenir, per oposició, un premi de l'assignatura de dibuix d'aplicació, i a l'Escola de Belles Arts de Sant Lluís de Saragossa. Per aquesta raó, ben aviat Atienza va començar a copiar quadres del Museu del Prado, on des de 1877 consta com a copista registrada. Durant aquells anys va copiar diverses obres com La Magdalena, La Verge i el Nen o La Perla de Rafael, entre d'altres. Els diaris de la capital van elogiar les seves còpies de El Bon Pastor, conservada avui en una col·lecció particular a Ciudad Real, i La Sagrada Família de Bartolomé Esteban Murillo, i un paisatge representant L'estany del parc de Barcelona. El 1877 consta com a alumna de l'Escola Especial de Pintura, Escultura i Gravat de Madrid.
El 1881 va ser la beneficiària de la pensió d'estudis artístics de l'Ajuntament de Saragossa, un total de 1.500 pessetes anuals. Malgrat no residir a Saragossa ni a l'Aragó, el fet de ser descendent d'Agustina d'Aragó, heroïna defensora de la ciutat durant la Guerra del Francès, va fer que ser li atorgués. Durant els quatre anys que va prosseguir els seus estudis pensionada a Madrid, va oferir diverses mostres d'agraïment al consistori i a la ciutat de Saragossa, tant per escrit com en forma de donacions de quadres: el 1881 va donar la còpia de La Perla, i el 1882 envià un estudi preparatori d'un altre de més grandària retratant la seva àvia. El retrat d'Agustina d'Aragó va ser fet a l'oli, amb l'àvia de l'artista al peu del canó i representada a partir de la informació que li va donar la seva mare. L'obra va ser exposada a l'Exposició de Belles Arts d'Aragó de 1885-1886.

### Vida posterior
Hom afirma que la seva trajectòria va haver de ser breu, a causa dels problemes de salut que Atienza va patir, a més de les imposicions socials derivades del seu casament. Amb tot, de l'obra conservada a Saragossa, denota que tenia bones aptituds. Si bé se sap que visitar la capital aragonesa alguna vegada, el gener de 1886 està documentat que Atienza residia a Castelló de la Plana, ja casada amb l'administrador i inspector de duanes Luis Torá Martín. El matrimoni no va tenir descendència, i ben aviat Atienza va haver de ser internada en l'hospital psiquiàtric de la capital, on va morir l'1 d'abril de 1915.

## Homenatges
El 2009 l'Ajuntament de Saragossa va canviar el nom del carrer del Coronel Arce, al barri de Delicias, pel d'Agustina Atienza.